# Wulfhere af Mercia
Wulfhere eller Wulfar (død 675) var Konger af Mercia fra 658 til sin død i 675. Han var den første kristne konge over hele Mercia, men det er uvist hvornår og hvordan han konverterede fra den angelsaksiske religion. Hans tronbestigelse markerede enden på Oswiu af Northumbrias overherredømme over det sydlige England, og Wulfhere udvidede sin magt til en stor del af denne religion. Hans krigstogter mod Wessex ledte til merciansk kontrol over Sussex. Han havde også indflydelse i Surrey, Essex og Kent. Han giftede sig med Eormenhild, datter af kong Eorcenberht af Kent.
Wulfheres far, Penda, blev dræbt i 655 under slaget ved Winwaed mod Oswiu af Northumbria. Pendas søn Peada blev konge under Oswius overherredømme, men blev myrdet blot 6 måneder senere. Wulfhere overtog tronen, da de adelige i Mercia organiserede et oprør mod Northumbria overherredømme i 658 og sendt Oswius guvernører ud af Mercia.
I 670, da Oswiu døde, var Wulfhere den mest magtfulde konge i det sydlige England. Han var i praksis overherre over England syd for floden Humber fra begyndelsen af 660'erne, selvom han ikke var overherre over Northumbria, som hans far havde været. I 674 udfordrede han Oswius søn Ecgfrith af Northumbria, men blev besejret. Han døde, sandsynligvis af sygdom, i 675. Wulfhere blev efterfulgt af sin bror, Æthelred som konge over Mercia. Stephen af Ripons Life of Wilfrid beskriver Wulfhere som "en mand med et stolt sind og en umættelig vilje".